# 布孔维尔
布孔维尔（法語：Bouconville，法語發音：[bukɔ̃vil]）是法国上法蘭西大區阿登省的一个市镇，属于武济耶区。

## 地理
布孔维尔（49°15'18"N, 4°45'45"E）面积15.21 平方千米，位于法国大東部大區阿登省，该省份为法国北部内陆省份，西接埃纳省，南至马恩省，东临默兹省，北与比利时接壤。
与布孔维尔接壤的市镇（或旧市镇、城区）包括：欧特里、蒙舍坦、塞尔奈昂多穆瓦、多尔穆瓦地区丰坦。

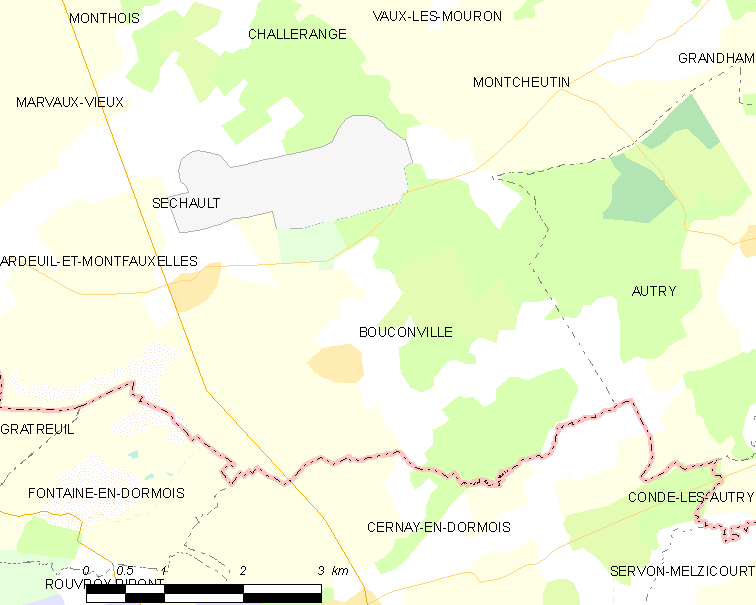
布孔维尔的OSM定位图

布孔维尔的时区为UTC+01:00、UTC+02:00（夏令时）。

## 行政
布孔维尔的邮政编码为08250，INSEE市镇编码为08074。

## 政治
布孔维尔所属的省级选区为阿蒂尼县。

## 人口

1962-2008年间布孔维尔人口变化图示

布孔维尔于2022年1月1日时的人口数量为57人。